# Saison 1998-1999 du Stade rennais FC
Maillots
Chronologie
Saison précédente Saison suivante
La saison 1998-1999 du Stade rennais football club débute le 8 août 1998 avec la première journée du Championnat de France de Division 1, pour se terminer le 29 mai 1999 avec la dernière journée de cette même compétition.
Le Stade rennais FC est également engagé en Coupe de France et en Coupe de la ligue.

## Résumé de la saison
L'été 1998 est pour le Stade rennais celui de tous les changements. À la suite du maintien presque miraculeux de la saison précédente, la municipalité de Rennes fait le choix de se désengager de la SEM Stade rennais, dont il détenait la majorité des parts depuis sa création en 1987. Le repreneur est tout trouvé : sponsor principal du club depuis 1993, le Groupe Pinault est sollicité depuis le début de l'année 1998 par la mairie pour prendre la tête d'un club devenu trop cher pour les finances municipales, et François Pinault, à la suite du maintien arraché in extremis, donne son accord pour le rachat du club. La municipalité lance un appel d'offres qui reçoit deux réponses : celle du Groupe Pinault, et celle d'un groupe d'industriels locaux. La première option, plus solide, est choisie. La municipalité rennaise se retire alors progressivement du capital du club, pour le laisser en 2001 à la charge exclusive du Groupe Pinault.
Le rachat du club par Pinault mettra cependant un an à se concrétiser effectivement, celui-ci ne devenant propriétaire qu'en juillet 1999, détenant alors 66,66 % des parts de la SAOS qui se met alors en place. En attendant, le milliardaire pose déjà sa patte sur le club en installant à la présidence Pierre Blayau. Ce dernier, natif de Rennes, est l'ancien président du directoire du Groupe Pinault. Il n'est pas un inconnu au club, puisqu'il a également occupé un poste au directoire de la SEM Stade rennais jusqu'en février 1995. Devenu président directeur-général de Moulinex en 1996, Blayau ne fait cependant pas de son entreprise un partenaire économique du Stade rennais, assurant à son arrivée que « pas un franc » ne transitera entre les deux structures. 
Quant à l'ancien président, René Ruello, il ne quitte pas le club et reste membre du comité directeur. Il se trouve d'ailleurs confronté à « l'affaire » qui secoue le club en début de saison, celle des départs de Mikaël Silvestre et Ousmane Dabo à l'Inter Milan. Apparus chez les pros dès la saison 1995-1996 et ayant depuis régulièrement acquis du temps de jeu, les deux joueurs issus du centre de formation décident à l'été 1998 de ne pas signer leur premier contrat professionnel avec le Stade rennais et de rejoindre l'Italie sans qu'aucune indemnité de transfert ne soit payée. Les deux joueurs avaient auparavant refusé les termes du contrat proposé par le club en janvier 1997, jugé trop contraignant, et étaient restés depuis sous contrat stagiaire. Du côté des instances dirigeantes rennaises, on crie au vol, et on réclame une compensation financière de 60 millions de francs (40 pour Silvestre et 20 pour Dabo). Saisie du dossier, la FIFA condamnera finalement l'Inter Milan à verser 28 millions de francs (14 par joueur) au Stade rennais, au titre d'indemnité de formation, bien loin des 100 millions de francs qu'encaissera finalement le club italien en transférant les deux joueurs à Manchester United et Parme un an plus tard.
Marqué par cette sombre affaire, le marché des transferts rennais l'est aussi par un large remaniement de l'effectif professionnel. La plupart des départs enregistrés sont ceux de joueurs n'ayant pas confirmé les espoirs placés en eux, exceptés Loïc Lambert et Goran Pandurović, le second stoppant sa carrière et le premier s'apprêtant à le faire. Côté recrutement, le club consent un bel effort financier en accueillant le jeune Shabani Nonda contre 40 millions de francs. Les autres nouveaux arrivants sont soit des espoirs (Bardon, Sommeil, Édouard Cissé qui arrive en prêt), soit des « vieux briscards » aguerris aux joutes de l'élite, comme le Toulousain Dominique Arribagé, l'ancien international Jean-Luc Dogon, ou encore Christophe Revault qui sort d'une expérience mitigée au Paris Saint-Germain. Pour faire l'amalgame entre tous ces joueurs, un nouvel entraîneur arrive aux commandes. Pour succéder à Guy David, le club fait appel en mai à Paul Le Guen, qui vient tout juste de mettre un terme à sa carrière de joueur. Yves Colleu devient son adjoint.
À la surprise générale, et dans la foulée d'un Shabani Nonda étincelant, le Stade rennais réalise un excellent début de saison, et se glisse rapidement dans la lutte pour les places européennes. Quelques points laissés en cours de route ne lui permettent pas de se hisser à la hauteur des Girondins de Bordeaux et de l'Olympique de Marseille, qui se disputeront le titre jusqu'à la fin de la saison. Reste la troisième place, désormais qualificative pour la Ligue des champions nouvelle formule, du moins pour son troisième tour préliminaire. À l'automne, une série de cinq victoires consécutives aidant, les Rennais sont solidement installés à cette précieuse troisième place, reléguant leur poursuivant le plus proche, l'AS Monaco, à six longueurs, avant qu'un mois de novembre désastreux ne vienne considérablement réduire cet avantage. Rétrogradés à la sixième place à la mi-février, les Rennais remettent la gomme au printemps pour s'approprier la quatrième place, qualificative pour la Coupe UEFA. Le 1er mai, après deux victoires obtenues à Lyon et devant le PSG, ils se rapprochent même à un point des Gones, troisièmes au classement. 
Pourtant, tout va s'écrouler lors des trois dernières journées de championnat. La traditionnelle défaite à Nantes permet aux Lyonnais de reprendre de l'air, et pire, permet à l'AS Monaco de prendre la quatrième place à Paul Le Guen et ses hommes. Une victoire devant Metz et une défaite à Auxerre plus tard, la cinquième place sera définitive. Un brin décevante, l'issue de ce championnat est pourtant la conclusion de la plus belle saison rennaise depuis 1964-1965. La cinquième place qualifie également les Rennais pour la Coupe Intertoto, la seconde du genre après 1996.

## Transferts en 1998-1999
| Nom                     | Nationalité                      | Provenance/Destination                  |
| Été 1998                |                                  |                                         |
| Arrivées                |                                  |                                         |
| Dominique Arribagé      | France                           | Toulouse FC                             |
| Cédric Bardon           | France                           | Olympique lyonnais                      |
| Édouard Cissé           | France                           | Paris Saint-Germain (prêt)              |
| Jean-Luc Dogon          | France                           | RC Strasbourg                           |
| Fabrice Fernandes       | France                           | Formé au club                           |
| Shabani Nonda           | République démocratique du Congo | FC Zurich                               |
| Christophe Revault      | France                           | Paris Saint-Germain                     |
| Ronan Salaün            | France                           | Toulouse FC                             |
| David Sommeil           | France                           | SM Caen                                 |
| Cyril Yapi              | France                           | Formé au club                           |
| Départs                 |                                  |                                         |
| Pascal Bedrossian       | France                           | FC Lorient                              |
| Ousmane Dabo            | France                           | Inter Milan                             |
| Jean-Claude Darcheville | France                           | Nottingham Forest FC (prêt)             |
| Marco Di Costanzo       | Italie                           | Hapoël Beer-Sheva (transfert définitif) |
| Kaba Diawara            | France                           | Girondins de Bordeaux (retour de prêt)  |
| Abdelkrim Jinani        | Maroc                            | Shenzhen Pingan (prêt)                  |
| Loïc Lambert            | France                           | ASOA Valence                            |
| Saliou Lassissi         | Côte d'Ivoire                    | Parme AC                                |
| Pierre Maroselli        | France                           | AC Ajaccio                              |
| David Merdy             | France                           | ES Wasquehal                            |
| Goran Pandurović        | RF Yougoslavie                   | arrêt                                   |
| Corneliu Papură         | Roumanie                         | FC Universitatea Craiova                |
| Mikaël Silvestre        | France                           | Inter Milan                             |
| David Voisin            | France                           | La Berrichonne de Châteauroux           |
| Hiver 1998-1999         |                                  |                                         |
| Arrivées                |                                  |                                         |
| Christophe Le Roux      | France                           | FC Nantes Atlantique                    |
| Départs                 |                                  |                                         |
| Éli Kroupi              | Côte d'Ivoire                    | ASOA Valence (prêt)                     |
| Laurent Viaud           | France                           | CF Extremadura                          |

## L'effectif de la saison
| Poste¹ | Nat.² | Nom                | Naissance         | Sélection³ | Championnat | Championnat | Coupe France | Coupe France | Coupe Ligue | Coupe Ligue | Total Saison | Total Saison | Notes                              |
| Poste¹ | Nat.² | Nom                | Naissance         | Sélection³ | M           | But inscrit | M            | But inscrit  | M           | But inscrit | M            | But inscrit  | Notes                              |
| ------ | ----- | ------------------ | ----------------- | ---------- | ----------- | ----------- | ------------ | ------------ | ----------- | ----------- | ------------ | ------------ | ---------------------------------- |
| D      | FRA   | Dominique Arribagé | 11 mai 1971       | -          | 25          | 2           | 1            | 0            | 2           | 0           | 28           | 2            |                                    |
| A      | FRA   | Cédric Bardon      | 15 octobre 1976   | -          | 31          | 8           | 2            | 0            | 2           | 1           | 35           | 9            |                                    |
| M      | FRA   | Yoann Bigné        | 23 août 1977      | -          | 29          | 1           | 1            | 0            | 3           | 0           | 33           | 1            |                                    |
| D      | FRA   | Philippe Brinquin  | 2 juin 1971       | -          | 18          | 0           | 2            | 0            | 2           | 0           | 22           | 0            |                                    |
| D      | FRA   | Eddy Capron        | 15 janvier 1971   | -          | 0           | 0           | 0            | 0            | 0           | 0           | 0            | 0            |                                    |
| M      | FRA   | Édouard Cissé      | 30 mars 1978      | -          | 28          | 2           | 2            | 0            | 3           | 1           | 33           | 3            |                                    |
| G      | FRA   | Fabien Debec       | 18 janvier 1976   | -          | 0           | 0           | 0            | 0            | 0           | 0           | 0            | 0            |                                    |
| D      | FRA   | Jean-Luc Dogon     | 13 octobre 1967   | A          | 20          | 1           | 1            | 0            | 2           | 0           | 23           | 1            |                                    |
| M      | FRA   | Fabrice Fernandes  | 12 mars 1979      | -          | 15          | 2           | 0            | 0            | 0           | 0           | 15           | 2            |                                    |
| A      | FRA   | Nicolas Goussé     | 2 janvier 1976    | -          | 34          | 6           | 2            | 1            | 3           | 0           | 39           | 7            |                                    |
| M      | FRA   | Stéphane Grégoire  | 2 février 1968    | -          | 34          | 2           | 2            | 1            | 2           | 0           | 38           | 3            |                                    |
| G      | FRA   | Tony Heurtebis     | 15 janvier 1975   | -          | 5           | 0           | 0            | 0            | 0           | 0           | 5            | 0            |                                    |
| M      | FRA   | Laurent Huard      | 26 août 1973      | -          | 18          | 1           | 0            | 0            | 1           | 0           | 19           | 1            |                                    |
| A      | CIV   | Éli Kroupi         | 18 octobre 1978   | A          | 0           | 0           | 0            | 0            | 0           | 0           | 0            | 0            | Prêté à l'ASOA Valence en janvier  |
| A      | FRA   | Benoît Le Bris     | 1er décembre 1976 | -          | 3           | 0           | 0            | 0            | 0           | 0           | 3            | 0            |                                    |
| D      | FRA   | Régis Le Bris      | 6 décembre 1975   | -          | 2           | 0           | 0            | 0            | 0           | 0           | 2            | 0            |                                    |
| M      | FRA   | Christophe Le Roux | 7 mars 1969       | -          | 13          | 3           | 2            | 0            | 2           | 0           | 17           | 3            | Arrive de Nantes en janvier        |
| A      | RDC   | Shabani Nonda      | 6 mars 1977       | A          | 32          | 15          | 1            | 1            | 3           | 2           | 36           | 18           |                                    |
| M      | FRA   | Cédric Rémy        | 29 octobre 1975   | -          | 0           | 0           | 0            | 0            | 0           | 0           | 0            | 0            |                                    |
| G      | FRA   | Christophe Revault | 22 mars 1972      | A'         | 29          | 0           | 2            | 0            | 3           | 0           | 34           | 0            |                                    |
| D      | FRA   | Anthony Réveillère | 10 novembre 1979  | -          | 32          | 0           | 2            | 0            | 3           | 0           | 37           | 0            |                                    |
| D      | MAR   | Youssef Rossi      | 28 juin 1973      | A          | 19          | 0           | 1            | 0            | 1           | 0           | 21           | 0            |                                    |
| A      | FRA   | Ronan Salaün       | 29 janvier 1969   | -          | 9           | 0           | 1            | 0            | 0           | 0           | 10           | 0            |                                    |
| D      | FRA   | David Sommeil      | 10 août 1974      | -          | 33          | 0           | 2            | 0            | 3           | 0           | 38           | 0            |                                    |
| M      | FRA   | Laurent Viaud      | 8 octobre 1969    | -          | 6           | 0           | 0            | 0            | 0           | 0           | 6            | 0            | Transféré à Extremadura en janvier |
| M      | ALL   | Patrick Weiser     | 25 novembre 1971  | -          | 12          | 1           | 2            | 0            | 1           | 0           | 15           | 1            |                                    |
| M      | FRA   | Cyril Yapi         | 18 février 1980   | -          | 8           | 0           | 2            | 1            | 2           | 1           | 12           | 2            |                                    |

- 1 : G, Gardien de but ; D, Défenseur ; M, Milieu de terrain ; A, Attaquant
- 2 : Nationalité sportive, certains joueurs possédant une double-nationalité
- 3 : sélection la plus élevée obtenue

## Les rencontres de la saison

### Liste
| Match | Date         | Compétition       | Tour        | Adversaire       | Lieu ¹ | Score | Class. | Buteurs pour le Stade rennais |
| ----- | ------------ | ----------------- | ----------- | ---------------- | ------ | ----- | ------ | ----------------------------- |
| 1     | 8 août       | Division 1        | 1           | Auxerre          | D      | 1–0   | 5      | Huard                         |
| 2     | 15 août      | Division 1        | 2           | Montpellier      | E      | 1–3   | 8      | Fernandes                     |
| 3     | 22 août      | Division 1        | 3           | Le Havre         | D      | 2-1   | 6      | Nonda Pollet (csc)            |
| 4     | 30 août      | Division 1        | 4           | Strasbourg       | D      | 1–1   | 7      | Goussé                        |
| 5     | 11 septembre | Division 1        | 5           | Marseille        | E      | 1–1   | 6      | Dogon                         |
| 6     | 19 septembre | Division 1        | 6           | Bastia           | D      | 2-0   | 5      | Fernandes Nonda               |
| 7     | 25 septembre | Division 1        | 7           | Bordeaux         | E      | 0–4   | 7      |                               |
| 8     | 3 octobre    | Division 1        | 8           | Monaco           | D      | 2–1   | 7      | Goussé Nonda                  |
| 9     | 17 octobre   | Division 1        | 9           | Nancy            | E      | 1–0   | 4      | Cissé                         |
| 10    | 24 octobre   | Division 1        | 10          | Lorient          | D      | 1–0   | 3      | Nonda                         |
| 11    | 30 octobre   | Division 1        | 11          | Toulouse         | E      | 1–0   | 3      | Arribagé                      |
| 12    | 7 novembre   | Division 1        | 12          | Sochaux          | D      | 4-0   | 3      | Bardon Nonda Cissé            |
| 13    | 11 novembre  | Division 1        | 13          | Lens             | E      | 1-3   | 3      | Nonda                         |
| 14    | 14 novembre  | Division 1        | 14          | Lyon             | D      | 0-0   | 3      |                               |
| 15    | 20 novembre  | Division 1        | 15          | Paris SG         | E      | 1–2   | 3      | Nonda                         |
| 16    | 28 novembre  | Division 1        | 16          | Nantes           | D      | 2–3   | 3      | Nonda Grégoire                |
| 17    | 4 décembre   | Division 1        | 17          | Metz             | E      | 0-0   | 3      |                               |
| 18    | 11 décembre  | Division 1        | 18          | Montpellier      | D      | 3-2   | 3      | Nonda Bardon Goussé           |
| 19    | 16 décembre  | Division 1        | 19          | Le Havre         | E      | 0-2   | 3      |                               |
| 20    | 19 décembre  | Division 1        | 20          | Strasbourg       | E      | 1–1   | 4      | Bardon                        |
| 21    | 9 janvier    | Coupe de la ligue | 1/16 finale | Laval (D2)       | E      | 1-0   | 1-0    | Bardon                        |
| 22    | 16 janvier   | Division 1        | 21          | Marseille        | D      | 1-1   | 5      | Arribagé                      |
| 23    | 23 janvier   | Coupe de France   | 1/32 finale | Coulaines (CFA2) | D      | 4-0   | 4-0    | Grégoire Nonda Goussé Yapi    |
| 24    | 29 janvier   | Division 1        | 22          | Bastia           | E      | 1-0   | 4      | Nonda                         |
| 25    | 3 février    | Coupe de la ligue | 1/8 finale  | Troyes (D2)      | D      | 4-0   | 4-0    | Nonda Cissé Yapi              |
| 26    | 6 février    | Division 1        | 23          | Bordeaux         | D      | 1-1   | 5      | Weiser                        |
| 27    | 13 février   | Division 1        | 24          | Monaco           | E      | 2–4   | 6      | Le Roux Bardon                |
| 28    | 19 février   | Coupe de France   | 1/16 finale | Le Mans (D2)     | E      | 0-2   | 0-2    |                               |
| 29    | 26 février   | Division 1        | 25          | Nancy            | D      | 2-1   | 5      | Le Roux Goussé                |
| 30    | 7 mars       | Coupe de la ligue | 1/4 finale  | Lens             | D      | 0-1   | 0-1    |                               |
| 31    | 10 mars      | Division 1        | 26          | Lorient          | E      | 1-1   | 5      | Nonda                         |
| 32    | 20 mars      | Division 1        | 27          | Toulouse         | D      | 1–0   | 5      | Goussé                        |
| 33    | 2 avril      | Division 1        | 28          | Sochaux          | E      | 3–0   | 4      | Bigné Nonda Le Roux           |
| 34    | 13 avril     | Division 1        | 29          | Lens             | D      | 2-0   | 4      | Nonda Goussé                  |
| 35    | 25 avril     | Division 1        | 30          | Lyon             | E      | 2–1   | 4      | Bardon Nonda                  |
| 36    | 1er mai      | Division 1        | 31          | Paris SG         | D      | 2–1   | 4      | Grégoire Bardon               |
| 37    | 5 mai        | Division 1        | 32          | Nantes           | E      | 1-2   | 5      | Bardon                        |
| 38    | 22 mai       | Division 1        | 33          | Metz             | D      | 1-0   | 5      | Nonda                         |
| 39    | 29 mai       | Division 1        | 34          | Auxerre          | E      | 0–2   | 5      |                               |

- 1 N : terrain neutre ; D : à domicile ; E : à l'extérieur ; drapeau : pays du lieu du match international

## Bilan des compétitions
| Compétition       | Vainqueur final       | Débute au tour | Place ou tour final | Première rencontre | Dernière rencontre | Nombre |
| ----------------- | --------------------- | -------------- | ------------------- | ------------------ | ------------------ | ------ |
| Division 1        | Girondins de Bordeaux | 1re journée    | 5e                  | 8 août 1998        | 29 mai 1999        | 34     |
| Coupe de la ligue | RC Lens               | 1/16 de finale | 1/4 de finale       | 9 janvier 1999     | 7 mars 1999        | 3      |
| Coupe de France   | FC Nantes Atlantique  | 1/32 de finale | 1/16 de finale      | 23 janvier 1999    | 19 février 1999    | 2      |

### Division 1

#### Classement
| Rang | Équipe      | Pts | J  | G  | N  | P  | Bp | Bc | Diff |
| ---- | ----------- | --- | -- | -- | -- | -- | -- | -- | ---- |
| 2    | Marseille   | 71  | 34 | 21 | 8  | 5  | 56 | 28 | +28  |
| 3    | Lyon        | 63  | 34 | 18 | 9  | 7  | 51 | 31 | +20  |
| 4    | Monaco      | 62  | 34 | 18 | 8  | 8  | 52 | 32 | +20  |
| 5    | Rennes      | 59  | 34 | 17 | 8  | 9  | 45 | 38 | +7   |
| 6    | Lens        | 49  | 34 | 14 | 7  | 13 | 46 | 43 | +3   |
| 7    | Nantes      | 48  | 34 | 12 | 12 | 10 | 40 | 34 | +6   |
| 8    | Montpellier | 43  | 34 | 11 | 10 | 13 | 53 | 50 | +3   |

- 2 et 3 : Ligue des champions
- 4, 6 et 7 : Coupe UEFA, 1er tour
- 5 et 8 : Coupe Intertoto, 3e tour

#### Résultats
| Total | Total | Total | Total | Total | Total | Total | Total | Domicile | Domicile | Domicile | Domicile | Domicile | Domicile | Extérieur | Extérieur | Extérieur | Extérieur | Extérieur | Extérieur |
| J     | G     | N     | P     | Bp    | Bc    | Diff  | Pts   | G        | N        | P        | Bp       | Bc       | Diff     | G         | N         | P         | Bp        | Bc        | Diff      |
| ----- | ----- | ----- | ----- | ----- | ----- | ----- | ----- | -------- | -------- | -------- | -------- | -------- | -------- | --------- | --------- | --------- | --------- | --------- | --------- |
| 34    | 17    | 8     | 9     | 45    | 38    | +7    | 59    | 12       | 4        | 1        | 28       | 12       | +16      | 5         | 4         | 8         | 17        | 26        | -9        |

#### Résultats par journée
| Journée   | 01 | 02 | 03 | 04 | 05 | 06 | 07 | 08 | 09 | 10 | 11 | 12 | 13 | 14 | 15 | 16 | 17 | 18 | 19 | 20 | 21 | 22 | 23 | 24 | 25 | 26 | 27 | 28 | 29 | 30 | 31 | 32 | 33 | 34 |
| --------- | -- | -- | -- | -- | -- | -- | -- | -- | -- | -- | -- | -- | -- | -- | -- | -- | -- | -- | -- | -- | -- | -- | -- | -- | -- | -- | -- | -- | -- | -- | -- | -- | -- | -- |
| Terrain   | D  | E  | D  | D  | E  | D  | E  | D  | E  | D  | E  | D  | E  | D  | E  | D  | E  | D  | E  | E  | D  | E  | D  | E  | D  | E  | D  | E  | D  | E  | D  | E  | D  | E  |
| Résultats | V  | D  | V  | N  | N  | V  | D  | V  | V  | V  | V  | V  | D  | N  | D  | D  | N  | V  | D  | N  | N  | V  | N  | D  | V  | N  | V  | V  | V  | V  | V  | D  | V  | D  |
| Points    | 3  | 3  | 6  | 7  | 8  | 11 | 11 | 14 | 17 | 20 | 23 | 26 | 26 | 27 | 27 | 27 | 28 | 31 | 31 | 32 | 33 | 36 | 37 | 37 | 40 | 41 | 44 | 47 | 50 | 53 | 56 | 56 | 59 | 59 |
| Place     | 5  | 8  | 6  | 7  | 6  | 5  | 7  | 7  | 4  | 3  | 3  | 3  | 3  | 3  | 3  | 3  | 3  | 3  | 3  | 4  | 5  | 4  | 5  | 6  | 5  | 5  | 5  | 4  | 4  | 4  | 4  | 5  | 5  | 5  |

Source : Liste des rencontres

Terrain : D = Domicile ; E = Extérieur. Résultat: D = Défaite ; N = Nul ; V = Victoire.